# رقص مصری

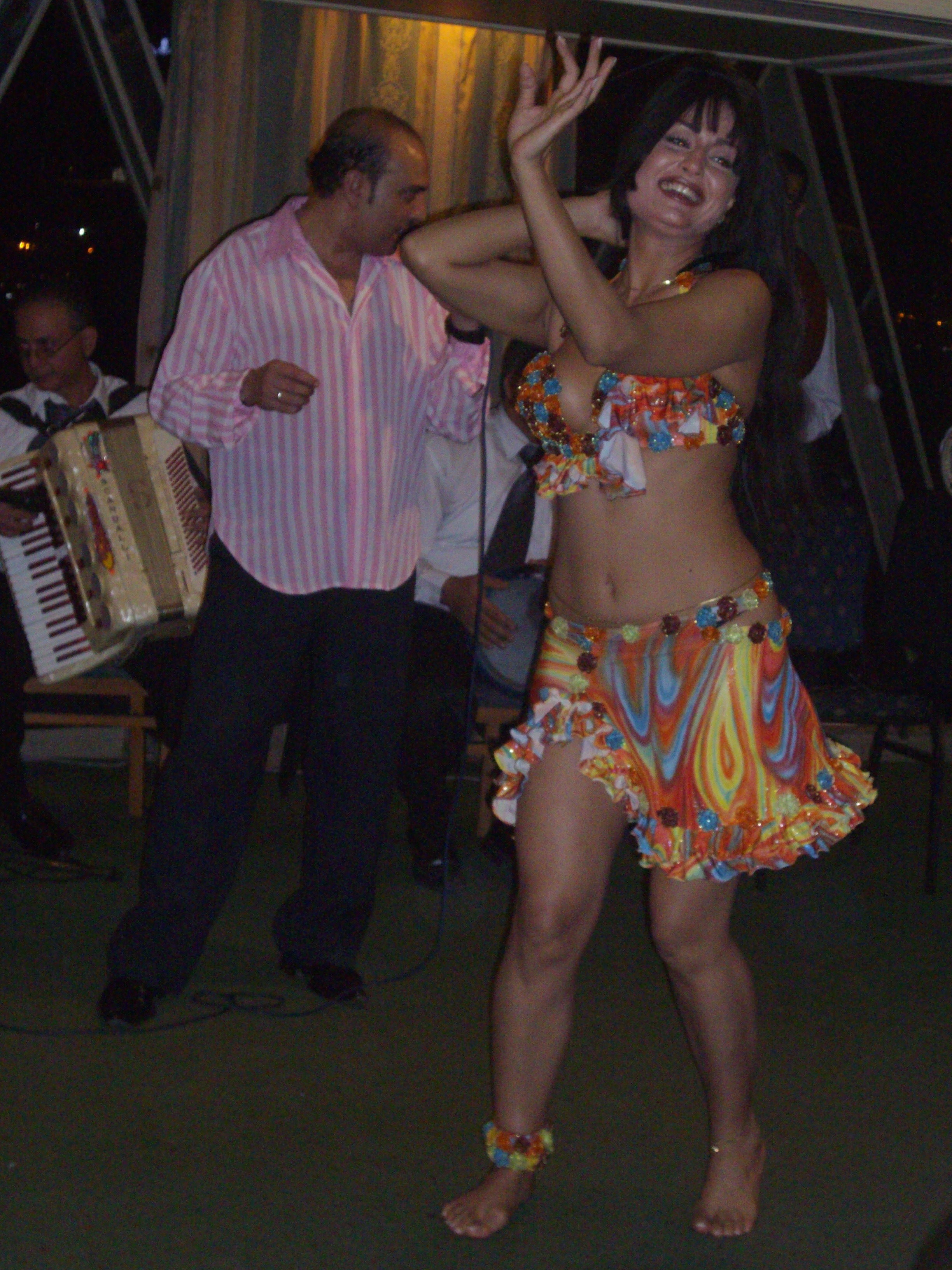
اجرای رقص عربی مصری بر روی کشتی گردشی در سال ۲۰۰۸

رقص مصری یا رقص شرقی (به عربی: رقص شرقي، به انگلیسی: oriental dancing یا Raqs sharqi) سبک سنتی مصری رقص شکم است که در خلال نیمهٔ نخست سدهٔ بیستم شکل گرفته است.

## تاریخچه
رقص مصری توسط افرادی چون سامیه جمال، تحیه کاریوکا، نعیمه عاکف و رقصندگان دیگری که در سال‌های طلایی صنعت سینمای مصر رشد نموده‌اند، توسعه یافت. این گرایش از رقص از دهه پنجاه میلادی به عنوان یکی از شاخه‌های کلاسیک رقص مصری شناخته می‌شود.این رقصندگان تنها به دلیل شرکت در فیلم‌ها معروف نبوده‌اند بلکه اجراهای آنها در "اپرا کازینو" که توسط بدیعه مصابنی از ۱۹۲۵ تأسیس شده بود نیز آنان را به شهرت رسانده بود. این مکان محل محبوبی بود برای حضور موسیقی دانان و رقص پردازان آمریکایی و اروپایی. 
رقصندگان بعدی که تحت تأثیر این هنرمندان قرار گرفتند عبارتند از سهیر ذاکی، فیفی عبده، نجوی فؤاد و دلیله. همه آنها بین سالهای ۱۹۶۰ و ۱۹۸۰ به شهرت رسیدند و همچنان دارای محبوبیت هستند.